# Guangyuan
Guangyuan (chiń. upr. 广元; chiń. trad. 廣元; pinyin Gǔangyúan) – miasto o statusie prefektury miejskiej w Chinach, w prowincji Syczuan, nad rzeką Jialing Jiang. W 2010 roku liczba mieszkańców miasta wynosiła 207 533. Prefektura miejska w 1999 roku liczyła 3 033 634 mieszkańców. Ośrodek wydobycia węgla kamiennego i przemysłu hutniczego.
W 2008 roku miasto ucierpiało w wyniku trzęsienia ziemi. Na obszarze prefektury miejskiej zginęło wówczas 4 822 osób, 28 245 osób zostało rannych, a 125  osób uznano za zaginione.

## Podział administracyjny
Prefektura miejska Guangyuan podzielona jest na:
- 3 dzielnice: Lizhou, Yuanba, Chaotian,
- 4 powiaty: Wangcang, Qingchuan, Jiange, Cangxi.